# کورت یاراسینسکی
کورت یاراسینسکی (انگلیسی: Kurt Jarasinski; ۶ نوامبر ۱۹۳۸ – ۲۷ اکتبر ۲۰۰۵) سوارکار پرش اهل آلمان بود.